# Arthur Milchhoefer

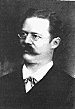
Arthur Milchhoefer

Arthur Milchhoefer (auch Milchhöfer; * 21. März 1852 in Schirwindt, Ostpreußen; † 7. Dezember 1903 in Kiel) war ein deutscher Klassischer Archäologe.

## Leben und Wirken
Milchhoefer war der Sohn des praktischen Arztes und Geburtshelfer Alexander Milchhoefer und dessen Frau Bertha, geborene Bluhm. Arthur Milchhoefer schloss sein Studium in Berlin und München 1873 mit einer Dissertation Über den Attischen Apollon bei Heinrich Brunn ab. Es folgte 1875–1876 eine Anstellung als Lehrer am Wilhelms-Gymnasium in Berlin. 1876–1878 hatte er das Reisestipendium des Deutschen Archäologischen Instituts inne. Ab 1880 war er Assistent an den Berliner Museen und nahm an den Ausgrabungen in Olympia teil. Kurz nach seiner Habilitation 1882 in Göttingen wurde Milchhoefer 1883 außerordentlicher Professor an der Akademie in Münster, wo er das Seminar für Klassische Archäologie aufbaute. 1895 wurde er ordentlicher Professor für Klassische Archäologie an der Universität Kiel und zugleich Direktor der Antikensammlung Kiel.
Milchhoefer vermutete als erster eine bronzezeitliche Hochkultur auf der Insel Kreta, die in der Zeit vor Troja auch das griechische Festland unterworfen hatte. Nach dem mythischen König Minos aus der Theseus-Sage nannte er sie „Minoische Kultur“, ein Begriff, der später vom britischen Archäologen Sir Arthur Evans aufgegriffen und geprägt wurde, nachdem dieser 1900 mit Ausgrabungen in Knossos begonnen hatte.

## Schriften (Auswahl)
- Ueber den attischen Apollon. Straub, München 1873.
- Nymphenrelief aus Athen. In: Mitteilungen des Deutschen Archäologischen Instituts. Athenische Abteilung, Bd. 5 (1880), S. 206–223.
- Die Museen Athens. Wilberg, Athen 1881.
- Die Befreiung des Prometheus. Ein Fund aus Pergamon. Reimer, Berlin 1882.

- Die Anfänge der Kunst in Griechenland, Brockhaus, Leipzig 1883.
- Heinrich Schliemann und die Bedeutung seiner Ausgrabungen. In: Westermanns illustrierte deutsche Monatshefte, Bd. 30 (1891), S. 98–111.
- Untersuchungen über die Demenordnung des Kleisthenes. Berlin 1892.
- Zur attischen Localverfassung. In: Mitteilungen des Deutschen Archäologischen Instituts. Athenische Abteilung, Bd. 18 (1893), S. 277–304.
- Zu griechischen Künstlern. In: Adolf Furtwängler (Hrsg.): Archäologische Studien, ihrem Lehrer Heinrich Brunn zur Feier seines fünfzigjährigen Doctorjubiläums am 20. März 1893 in dankbarer Verehrung. Reimer, Berlin 1893, S. 35–66.
- Zur jüngeren attischen Vasenmalerei. In: Jahrbuch des Deutschen Archäologischen Instituts, Bd. 9 (1894), S. 57–82.
- Das archäologische Sculpturen-Museum der Kieler Universität. Schmidt & Klaunig, Kiel 1896.
- Über die Gräberkunst der Hellenen. Universitäts-Buchhandlung, Kiel 1899.
- Ueber die alten Burgheiligthuemer in Athen. Schmidt & Klaunig, Kiel 1899.
- Die Tragödien des Aeschylus auf der Bühne. Universitäts-Buchhandlung, Kiel 1900.